# Kumho állomás
Kumho (Geumho) állomás a szöuli metró 3-as vonalának állomása Szöul Szongdong-ku (Seongdong-gu) kerületében.

## Viszonylatok
| 3-as vonal                         | 3-as vonal | 3-as vonal                     |
| ---------------------------------- | ---------- | ------------------------------ |
| Jakszu (Yaksu) Tehva (Daehwa) felé | fő vonal   | Okszu (Oksu) Ogum (Ogeum) felé |